# イコノスタシス
イコノスタシス（iconostasis、「聖障（せいしょう）」と訳される）とは聖所（せいじょ・内陣）と至聖所（しせいじょ）を区切る、イコンで覆われた壁である。正教会と東方諸教会の聖堂で用いられる。日本正教会ではロシア語の"иконостас"（イコノスタス）に準拠し「イコノスタス」と呼ばれる事が多いが、ギリシャ語（εικονοστάσιο）・英語（iconostasis）に由来する「イコノスタシス」の表記も用いられる。

## 概説
イコノスタシスは初期キリスト教建築の聖堂において用いられた身廊と内陣、あるいは内陣とアプスを区切るテンプロンから発展した。オシオス・ルカス修道院の生神女聖堂など、正教の古い聖堂では現在でもイコノスタシスではなくテンプロンがその役目を果たしている。
主に神品が出入りし聖体礼儀を行う「至聖所」と信者が祈祷する場所である「聖所（内陣）」を区切るもので王門（中央）、南門（向って右側）、北門（向って左側）から構成される3つの扉をもつ。本来は低い仕切りであったが、歴史を重ねるにつれて高くなり多層化してきた。

## イコンの配置と構造
イコノスタシスの聖像の配置は教会によって定められている。本節ではイコンの配置と、王門・南門・北門等の構造について述べる。

### 王門
イコノスタシス中央の門を王門という。王門とは王たるイイスス・ハリストス（イエス・キリスト）の門の意。2枚の扉からなり、ハリストスの藉身（受肉）という救世主の到来：福音を伝える天使ガウリイルと生神女マリアのイコン（生神女福音）を必須の構成要素とする。通例上下に4人の福音書記者が描かれるが生神女福音のイコンの下方に配置される場合もあれば、上下に生神女福音のイコンを挟むように配置される事もある。王門の上には機密制定の晩餐（最後の晩餐）のイコン、さらにその上にはその聖堂が記憶している聖人または聖書の出来事が描かれる。王門は神品のみ定められた時にのみ出入りする事が出来る門であり、奉神礼以外の準備の際・清掃の際などには通行に用いられる事は無い。
王門は公祈祷（奉神礼）中の定められた時に開く。徹夜祷を始めとする晩祷の際にも王門を開く箇所の指定がある。聖体礼儀の際には大聖入や聖変化、領聖時などに開かれ定められた時以外には閉めておく。しかし復活大祭の早課に開かれた後、それにつづく復活節の第一週である光明週間の間中は南門と北門と併せて常時解放される。

### 南門・北門
イコノスタシスの残りの2つの門（南門・北門）には一般にガウリイルとミハイルといった天使が配置されることが多いが稀に輔祭であった聖人（初致命者首輔祭聖ステファン、聖致命者輔祭ラウレンティなど）が配置されることがある。これは南門・北門を奉神礼中に出入りする事の多い輔祭が天使の象りとされる事を反映している。

### 聖堂の記憶
その聖堂が記憶している聖書中の出来事・祭日・聖人等に関連するイコンはイコノスタシスの一番右側か、王門の上部に掲げられる。例えば「主の復活聖堂」の場合、復活大祭のイコンをイコノスタシスの右端、もしくは王門の上部に掲げる。

### その他の場所
他の場所にはハリストスの生涯、あるいは聖書の場面、聖人のイコン、祭日のイコンなどが描かれる。

## 地域・時代による差異
多くのギリシア正教会の教会では2段構成となっているが正教会がロシアに伝えられてからは3段、4段、5段とイコノスタシスの階層は増やされていった。したがって、ロシア正教会ではギリシャ正教会では見ることのできない壮麗かつ豪奢なイコノスタシスを見ることができる（ただしギリシャ系の正教会でも一部教会には壮麗なイコノスタシスが存在する）。また、ロシアの周辺地域においても同様のイコノスタシスを有する教会がある（ルーマニア正教会など）。
かつては日本のニコライ堂のイコノスタシスも多層式のイコノスタシスであったが山下りんも一部を描いたとされる当初の多段式のイコノスタシスは関東大震災で焼失し、復興後のイコノスタシスは一段式となっている。ただし、その高さは一定の水準を保っている。多段構造か単段構造であるかはイコノスタシスの高さとは必ずしも関係が無い。
近年は至聖所と堂内との奉神礼上の「交流感」「一体感」が好まれてイコンを支える壁面を格子のように風通し良い構造で作り、段数構成を低く抑える傾向もアメリカの正教会などを中心に存在する。これは至聖所内の神品の動作が常に窺える利点がある。一方で王門の開閉動作がより象徴的な位置に追いやられるとの危惧もある。
Efthalia Rentetzi, Le iconostasi delle chiese greche in Italia, http://www.apostoliki-diakonia.gr/index_it.asp, Athens 2008.